# Лазер Еделяну
Лазер Еделяну (рум. Lazăr Edeleanu; *1 вересня 1861, Бухарест — †7 квітня 1941, Бухарест) — румунський хімік і підприємець єврейського походження. Відомий як перший хімік, який синтезував амфетамін (в Берлінському університеті в 1887), а також як винахідник нового методу нафтопереробки.

## Біографія
Народився в Бухаресті в єврейській родині, дитячі роки провів у Крайові, потім сім'я переїхала в Фокшани. З дитинства цікавився наукою, тому в 12-річному віці був відправлений завершувати середню освіту в Бухарест. Навчався в престижній школі, але жив у великій бідності і підробляв приватними уроками. Через відсутність освітлення у квартирі був змушений іноді читати на вулиці при світлі, що світило з вікон сусіднього з його житлом палацу. У 1882 закінчив школу і вступив до Берлінського університету вивчати хімію. Він отримав докторський ступінь хімії в 1887 році, з дисертацією "Про деякі похідні фенілметакрилової кислоти та феніл ізобатичної кислоти", написаної під керівництвом Огюста Вільгельма фон Хофмана.

### Дослідницька діяльність в Англії та Румунії
Після отримання докторського ступеня в 1887 він переїхав до Великої Британії і протягом декількох років викладав і займався науковою роботою в Королівському артилерійському коледжі в Лондоні, де брав участь у створенні нового типу штучного шовку і барвників на основі оксазіна. Повернувшись до Румунії, почав викладати органічну хімію в Бухарестському університеті. У 1906 очолив хімічну лабораторію в Інституті геології, заснованої в тому ж році (керував нею до 1913), і став керівником нафтовим заводом в Плоєшті (до 1910), що належав німецькій компанії Diskont. У 1907 був одним із засновників Нафтового конгресу в Бухаресті, на початку XX століття неодноразово представляв Румунію на різних міжнародних конференціях з питань нафти. У 1908 описав метод очищення нафти за допомогою рідкого діоксиду сірки, який потім був названий на його честь.

### Дослідження та бізнес у Німеччині
У 1910 переїхав до Німеччини, де заснував у Франкфурті хімічну компанію Allgemeine Gesellschaft für Chemische Industrie, після приходу до влади націонал-соціалістів був змушений в 1937 її продати. Останні роки життя провів у Румунії. В цілому отримав за своє життя 212 патентів в різних країнах, мав кілька високих нагород від ряду урядів.

## Спадщина
До 1960 року в усьому світі налічувалося 80 установ Edeleanu. Метод Еделяну все ще використовується сьогодні, у багатьох його варіаціях, і залишається основним процесом виробництва високоякісних масел.
Еделяну отримав 212 патентів на винаходи в Румунії, США, Німеччині, Франції, Австрії, Швеції та Голландії.

## Нагороди та відзнаки
1910 — член Товариства природничих наук у Москві.
1925 — почесний член Інституту технологів нафти в Лондоні (1925).
1932 — медаль Теофіла Редвуда за прижиттєві наукові досягнення в аналітичній хімії.